# Tiburón Valdez
Maximiliano Eduardo Donadello (Capitán Bermúdez, Argentina, 22 de marzo de 1982), conocido como Tiburón Valdéz, es un cantautor de reguetón, productor y disc jockey argentino.

## Biografía
Maximiliano Donadello era sólo un niño de catorce años de la ciudad de Capitán Bermúdez cuando se interesó por la música, poco tiempo después empezó a trabajar como Dj
Sus inicios profesionales vinieron de la mano del conocido productor Dj Pich! (Gustavo Roberto Irrazábal). Fue junto a él que nació la figura de "Tiburón Valdez".
En los comienzos de su carrera adquiere conocimientos sobre distintos instrumentos y técnicas de grabación de sonido, herramientas fundamentales a la hora de crear sus canciones. Producen tanto Pich! como Maxi Blank canciones originales y versiones remix de temas que son usadas en la noche de toda Argentina y se van divulgando hacia el resto de Latinoamérica. 
De la mano de Sony Music y junto a Dj Pich! editó diciembre del 2005 su primer álbum titulado "Reggaeton Club Mix".
Los hits se sucedieron uno detrás de otro: Hasta Abajo Papi, La Cerveza, La Fiesta No Termina, etc. 
"Hasta Abajo Papi" fue "Número 1" por 16 semanas en "Cadena Sundays Dance Club" de Chile, también fue nominado a Reggaeton Del Año en Paraguay donde se presentó con enorme repercusión junto a Jimmy Bad Boy y El Chombo.
Su segundo trabajo, editado en el año 2009 por Garra Records, fue titulado "Quieres Bailar Conmigo" incluyó, entre otros, los temas: "Bandida", "El Subibaja" y "Se Menea" estos fueron Hits en Bolivia donde se presentó junto a Huey Dunbar y en Argentina, su país natal. 
Diversos programas de TV como "Justo a Tiempo" de Julián Weich, "Animales Sueltos" de Fantino o el Show de Tinelli cuentan repetidamente con la presencia o la música del cantante, que también anima una publicidad de Cerveza Brahma.  
"Nuestro tercer trabajo será editado en abril del 2011" expresó el cantante en una nota para América TV

## Discografía
- 2005 - Reggaeton Club Mix
- 2009 - Quieres Bailar Conmigo